# Frits Bouwmeester jr.
Frits Bouwmeester jr., volledige naam: Frederik Christiaan (Antwerpen, 31 oktober 1885 - Blaricum, 17 november 1959) was een Nederlandse acteur.

## Levensloop
Frits Bouwmeester, zoon van Frits Bouwmeester sr. en Marie Clermont (1860-1922), was leraar op de Amsterdamse toneelschool en acteur. Hij deed in talrijke films mee, maar hij hield ook voordrachten, zoals het gedicht De Bedelbroeder.
Frits vervulde voor het toneelgezelschap In Het Schouwtooneel diverse hoofdrollen, onder in andere Zoetmulder's "Z.B.B.B.H.H." en Pro Domo. Hij speelde in Pro Domo samen met meer leden van zijn familie.
Hij was getrouwd met actrice Dogi Rugani (1898-1983).
Bouwmeesters oom Louis Bouwmeester, vader Frits sr. (1848-1906) en zijn broer Adolf Bouwmeester (1889-1959) waren allen acteur. Veel leden van de familie Bouwmeester waren acteur of actrice.
Frits overleed op 74-jarige leeftijd en is op begraafplaats Zorgvlied te Amsterdam begraven.

## Trivia
Alle toen nog levende Bouwmeesters waren op zondag 10 november 1940 in het radio hoorspel Jan Klaasz of de De Gewaande Dienstmaagh te horen, een blijspel van Thomas Asselijn (1620-1701).